# Ptilinopus eugeniae
La tortora beccafrutta testabianca, colomba frugivora di Eugenia, anche nota come colomba frugivora testabianca (Ptilinopus eugeniae  Gould, 1856), è un uccello della famiglia dei columbidi, endemico delle Isole Salomone.

## Distribuzione e habitat
È una specie endemica delle Isole Salomone diffusa nell'isola Makira e negli vicini isolotti Ugi e Malaupaina. Abita le foreste primarie dai 60 ai 700 metri e spesso è vista in aree adiacenti coltivate.

## Descrizione

### Dimensioni
È una colomba frugivora di medie dimensioni con lunghezza variabile fra i 20-22 centimetri l'esemplare maschio e fra i 18,5-20 centimetri l'esemplare femmina. Ha un corpo tozzo e la coda è lunga 6 centimetri circa.

### Aspetto
Ha la testa e la nuca bianco-neve. Sulla nuca ha una sfumatura giallo chiaro. Il mento e una parte del petto sono rossastro con i bordi viola. La parte inferiore del petto e l'addome sono verde-grigio con sfumature blu. Sotto l'addome è giallo con macchie verdi. La parte superiore del corpo è verde oliva scuro con macchie grigie.

## Etimologia
Deve il suo nome all'Imperatrice francese Eugenia de Montijo.

## Sistematica
Non ha sottospecie è una specie monotipica.

## Biologia
È vista spesso da sola o in coppia, a volte anche in piccoli gruppi specialmente su grandi alberi da frutta dove è stata avvistata mentre mangiava insieme ad altre specie come la colomba frugivora corona argentata(Ptilinopus richardsii) e il piccione imperiale panciacastana(Ducula brenchleyi).

### Alimentazione
Si nutre di frutta in particolare di piccoli frutti con semi e bacche.

## Conservazione
La colomba frugivora di Eugenia è relativamente comune nel suo piccolo areale, ma ha una piccola popolazione e una parte delle foreste di pianura di Makira sono state disboscate. Di conseguenza la popolazione sta diminuendo ed è classificata dalla IUCN come specie prossima alla minaccia (NT).